# Goatwhore
Goatwhore este o formație de black metal din New Orleans, SUA fondată în anul 1997.